# Wilhelm Widstrand

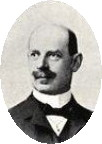
W. Widstrand.

Otto Wilhelm Widstrand, född 22 oktober 1858 i Stockholm, död 11 maj 1930 i Enköping, var en svensk förläggare och tillsammans med Per Karl Wahlström grundare och ägare av bokförlaget Wahlström & Widstrand. 

## Liv och verk
Wilhelm Widstrand genomgick fem klasser i Nya elementarskolan och var mellan 1876 och 1883 anställd på C. E. Fritzes hofbokhandel i Stockholm. Där arbetade även Per Karl Wahlström. År 1884 beslöt de sig att ingå kompanjonskap och köpte tillsammans Axel Lindahls fotografiaffär på Riddargatan i Stockholm. De beslöt även att bokhandeln skulle utvidgas till bokutgivning - förlaget Wahlström & Widstrand (kort W&W) hade bildats. W&Ws första bok var en samling dikter av Claes Lagergren.
Wilhelm Widstrand och Per Wahlström var inte bara kompanjoner inom företaget. De flyttade båda 1906 till den nya villastaden Storängen utanför Stockholm. Familjen Widstrand bodde fram till 1922 i  Villa Widstrand, även kallad ”Villa Skoga”, och ritat av arkitekt Elis Bergh, medan Wahlströms bodde fram till 1932 i ”Villa Wahlström” som var en skapelse av arkitekt Torben Grut.
Wilhelm Widstrand är begravd på Vårfrukyrkogården i Enköping.